# Rucăr, Argeș
Rucăr este satul de reședință al comunei cu același nume din județul Argeș, Muntenia, România. Începând cu data de 16 iulie 1973 satul Rucăr (Argeș), alături de alte 13 localități, se declara, experimental, sat de interes turistic denumit „sat turistic”.

## Istoric
Satul Rucăr se încadrează între cele mai vechi așezari din spațiul argeșean, atestate prin mai multe documente scrise. El este menționat pentru prima oară într-un act care a fost emis în anul 1418 de către Mihai Voievod, fiul lui Mircea cel Bătrân, document prin intermediul căruia „se poruncește vameșilor din Cetatea Dâmboviței (cetatea Orația sau Oratia) și de la punctul de vamă Rucăr să se poarte frumos cu negustorii brașoveni”. O dovadă elocventă a vechimii acestui spațiu argeșean, este reprezentat de fortificațiile romane descoperite în această zonă. Satul Rucăr a reprezentat un fel de reședință temporară a lui Vlad Țepeș, domnitorul, având la dispoziție în acest spațiu toate cele necesare pentru un trai în siguranță, cum ar fi: loc de apărare împotriva primejdiilor, precum și alimente pentru o vreme îndelungată. Potrivit izvoarelor istorice, Țepeș Vodă a locuit pentru scurte perioade de timp la Rucăr între anii 1459 și 1460. Conform altor izvoare documentare, în acest spațiu a avut loc o bătălie în timpul domniei lui Radu de la Afumați, fiind vorba de o înfruntare româno-turcă, care s-a desfășurat în toamna anului 1522.
Tot pe aceste meleaguri a avut loc și lupta dintre oștile lui Matei Basarab și Vasile Lupu, care s-a desfășurat în ziua de 17 mai 1653.
Localitatea Rucăr a fost un adevărat câmp de luptă în timpul Primului Război Mondial, luptele desfășurându-se în luna octombrie 1916. Astfel, în cursul zilei de 15 octombrie 1916, trupele germane cu mult superioare numeric și tehnic față de trupele române, au pătruns în Rucăr, iar populația zonei, confruntându-se cu problema ocupației germane. O parte importantă a satului Rucăr a fost distrusă în această perioadă de tunurile nemțești, arzând aproape 150 de case ale locuitorilor.

## Specific arhitectural
Arhitectura satului Rucăr este caracteristică zonei Muscel. În acest sens, de mare valoare este consemnarea diplomatului englez Edmund Chishull, din anul 1702, care spunea: „Acest sat este mare, alcătuit din case făcute după felul românesc, adică din trunchiuri de copaci așezați unii peste alții și cu un coperiș înalt și povârnit din șindrilă și fără coșuri sau burlane pe dinăuntru pentru a scoate fumul, ci deschise doar în mai multe locuri ale coperișului pentru a înlocui această lipsă”. Spre sfârșitul secolului al XIX-lea, se generalizează stilul de casă cu două niveluri: pivniță (parter), iar camere locuibile la etaj). Satul conservă arhitectura zonei montane a Muscelului și reprezintă un renumit centru al artei populare românești, remarcându-se prin confecționarea țesăturilor de interior și a costumelor naționale, care au fost considerate de Nicolae Iorga drept „cele mai frumoase din cât ținut locuiește românimea”.

## Patrimoniul cultural- istoric
În cadrul localității, se află biserica parohială cu hramul „Sfinții Mucenici Gheorghe și Dumitru”, fiind considerată monument istoric și care a fost construită de Gheorghe Nicola Smerna Linototipis, grec de origine, care ulterior și-a luat numele de Rucăreanu, construcția ridicându-se în anul 1780. În interior, pe peretele sudic al pronaosului, sunt zugrăvite numele meșterilor zidari: Constantin și Ion din Câmpulung. Edificiul are la bază un plan trilobat cu abside poligonale, un pronaos care a fost lărgit, precum și un pridvor deschis. În exterior, biserica este prevăzută cu trei toruri paralele, precum și arcade zimțate la perete.
Un alt monument de cult îl constituie „Crucea din Gura Cheii”, care este realizată din piatră și datează din secolul al XVII-lea.
Casa Năstase Țuluca a fost realizată din bile de brad, având la bază un plan dreptunghiular. Casa este prevăzută cu o tindă centrală, precum și camere laterale: în partea dreaptă există o odaie, iar în stânga, o cămară. Potrivit unei inscripții, situate pe o scândură a tavanului, aflăm că acoperișul casei a fost reparat în anul 1855. Casa se înscrie în construcțiile tipice ale caselor țărănești din lemn, aparținând zonei montane a Muscelului.
Dârsta Nistorică este o construcție complexă pentru prelucrarea țesăturilor de lână și care este alcătuită din: dârstă, pivă și vâltoare, acționată de forța apei râului  Dâmbovița.

## Înfrățire
- Casavatore, Italia

## Personalități
- Gheorghe Pârnuță, profesor universitar
- Romulus Scărișoreanu, general de brigadă
- Victor Slăvescu, economist, om politic
- Tudor Mușatescu, dramaturg realist-critic și publicist
- Dumitru Băjan, cercetător istoric și paleograf
- Ion Barbu (Dan Barbilian), poet de seamă, matematician
- Mihai Lungianu, scriitor și avocat